# Patch
 For alternative betydninger, se Patch (flertydig). (Se også artikler, som begynder med Patch)
 Der er for få eller ingen kildehenvisninger i denne artikel, hvilket er et problem. Du kan hjælpe ved at angive troværdige kilder til de påstande, som fremføres i artiklen.

En patch er en opdatering til et computerprogram. Der er to hovedtyper. En tekstbaseret patch bruges til opdatering af programmets kildekode mens en binær patch indeholder ændringer til programmets færdige filer. Udvidelser så som plug-ins til en webbrowser omtales ikke som patches.
Kildekodebaserede patches håndteres som oftest mest med programmerne diff og patch i UNIX-systemet.
Binære patches findes i mange former. I nogle tilfælde er der lavet et specielt opdateringsprogram, som automatisk tilføjer de relevante ændringer. Denne måde at lave opdateringen på er meget fleksibel. I andre tilfælde består opdateringen af en nogle filer, der er pakket sammen i en zipfil eller lignende. Filerne skal så pakkes ud oven i en eksisterende programinstallation.